# Jowzjan (provins)

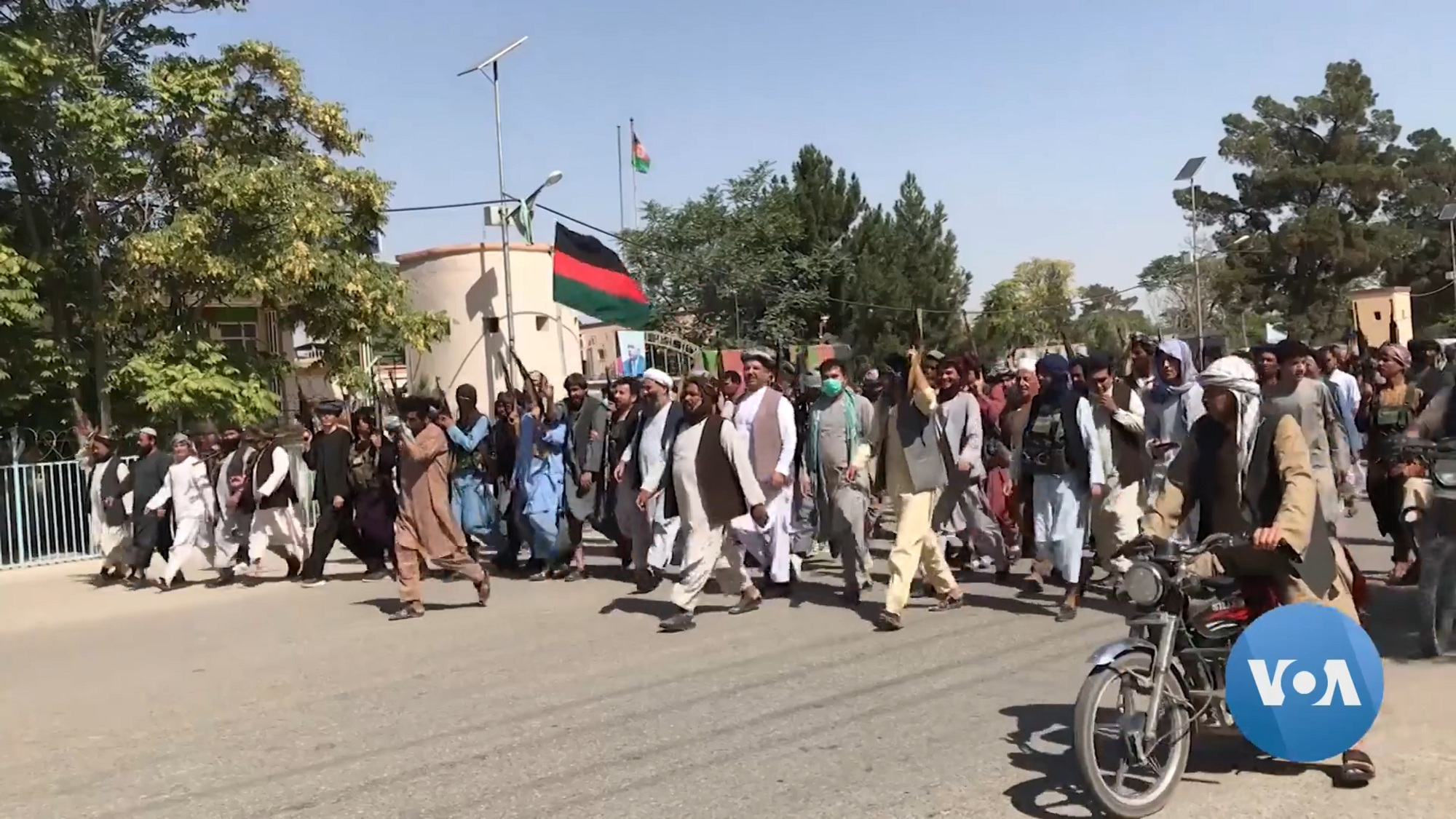
Beväpnad lokalbefolkning i Jowzjanprovinsen protesterar till stöd för den Afghanska regeringen i samband med Talibanoffensiven 2021.

Jowzjan (persiska, pashto: جوزجان) är en av Afghanistans 34 provinser. Den ligger i den norra delen av landet. Dess huvudort är Sheberghan. Provinsen har 461 700 invånare (år 2006) och en yta på 11 798 km².
Jowzjan gränsar till provinserna Balkh i öster, Sar-e Pol i söder och Faryab i väster, samt till grannlandet Turkmenistan i norr.
Det arkeologiska området Tillya Tepe ligger i provinsen.

## Administrativ indelning
Provinsen är indelad i 11 distrikt.
- Aqcha
- Darzab
- Feyzabad
- Khamyab
- Khanaqah
- Khwaja Du Koh
- Mardyan
- Mingajik
- Qarqin
- Qush Tepa
- Sheberghan